# 福岡県道428号筑前宮田停車場線
福岡県道428号筑前宮田停車場線（ふくおかけんどう428ごう ちくぜんみやだていしゃじょうせん）は、福岡県宮若市を通る、かつて存在した一般県道である。

## 概要
福岡県宮若市宮田の1989年（平成元年）12月23日に廃止となった宮田線 筑前宮田駅跡地から福岡県道461号南良津宮田線交点までを結んでいた。

### 路線データ
- 起点：福岡県宮若市宮田（宮田線 筑前宮田駅跡地）
- 終点：福岡県宮若市宮田（福岡県道461号南良津宮田線交点）

## 歴史
- 1959年（昭和34年）4月1日 - 福岡県告示第232号により、県道筑前宮田駅停車場線として路線認定される（当時の整理番号は124）[1]。
- 1989年（平成元年）12月23日 - 宮田線廃止。
- 2022年（令和4年）3月29日 - 福岡県告示第294号により廃止された[2]。

## 路線状況

### 道路施設

#### 橋梁
- 太蔵橋[注釈 1]（八木山川、宮若市）
- 樋口橋[注釈 2]（八木山川、宮若市）

## 地理

### 通過していた自治体
- 福岡県
  - 宮若市

### 交差していた道路
| 交差していた道路          | 交差していた場所 | 交差していた場所                                                                                   |
| ------------------------- | ---------------- | -------------------------------------------------------------------------------------------------- |
| 福岡県道74号宮田小竹線    | 宮田             | 太蔵橋交差点                                                                                       |
| 福岡県道461号南良津宮田線 | 宮田             | 終点                                                                                               |
| 福岡県道461号南良津宮田線 | 宮田             | 樋口橋南交差点 / 終点【北緯33度43分24.5秒 東経130度39分56.2秒 / 北緯33.723472度 東経130.665611度】 |

### 沿線
- 宮田線 筑前宮田駅跡地